# Grand Prix automobile de Corée du Sud 2011
GP précédent GP suivant
Le Grand Prix automobile de Corée du Sud 2011 (2011 Formula 1 Korean Grand Prix), disputé le 16 octobre 2011 sur le circuit international de Corée, est la 855e épreuve du championnat du monde de Formule 1 courue depuis 1950 et la seizième manche du championnat 2011. Il s'agit de la deuxième édition du Grand Prix de Corée comptant pour le championnat du monde.
L'épreuve est remportée par l'Allemand Sebastian Vettel, pilote Red Bull Racing et double champion du monde en titre. Après être parti de la seconde place sur la grille de départ, derrière le Britannique Lewis Hamilton, il prend l'avantage dans le premier tour et reste en tête pendant toute la course. Son coéquipier australien Mark Webber monte sur la troisième marche du podium.
Une semaine après avoir décroché son deuxième titre de champion du monde consécutif, Vettel signe sa dixième victoire de la saison et accroît encore son avance sur son premier poursuivant au classement, Jenson Button. En revanche, la lutte pour la deuxième place est plus serrée que jamais : quatre pilotes se tiennent en 26 points et peuvent encore obtenir cette place honorifique.
Chez les constructeurs, Red Bull Racing remporte aussi sa deuxième couronne consécutive : avec 140 points d'avance sur McLaren alors qu'il ne reste que trois épreuves à disputer, l'équipe autrichienne ne peut plus être rejointe au classement. À l'issue du Grand Prix, neuf des douze écuries engagées au championnat ont inscrit au moins un point, le compteur de Lotus, Virgin et HRT étant toujours bloqué à zéro.

## Essais libres

### Vendredi matin, séance de 10 h
| Pos. | Pilote             | Voiture              | Chrono         | Écart     |
| ---- | ------------------ | -------------------- | -------------- | --------- |
| 1    | Michael Schumacher | Mercedes             | 2 min 02 s 784 |           |
| 2    | Sebastian Vettel   | Red Bull-Renault     | 2 min 02 s 840 | + 0 s 056 |
| 3    | Paul di Resta      | Force India-Mercedes | 2 min 02 s 912 | + 0 s 128 |
| 4    | Adrian Sutil       | Force India-Mercedes | 2 min 03 s 141 | + 0 s 357 |
| 5    | Sébastien Buemi    | Toro Rosso-Ferrari   | 2 min 03 s 182 | + 0 s 398 |
| 6    | Kamui Kobayashi    | Sauber-Ferrari       | 2 min 03 s 292 | + 0 s 508 |

C'est sous une pluie tenace et sur une piste détrempée que commence la première séance d'essais libres. Les pilotes s'élancent en piste dès l'ouverture mais constatent qu'il y a trop d'eau sur le tracé pour pouvoir rouler dans de bonnes conditions : ils rentrent immédiatement au stand et observent une pause de plus de cinquante minutes. Certaines équipes comme Lotus Renault GP et Ferrari décident même de faire l'impasse sur ce premier roulage, se contentant de quelques tours d'installation,,.
Lewis Hamilton signe finalement le premier tour chronométré en 2 min 05 s 484 puis améliore ensuite en 2 min 03 s 391. À une demi-heure du terme de la séance, seuls Kamui Kobayashi, Daniel Ricciardo et Sébastien Buemi sont en piste. D'autres pilotes montent alors en piste, notamment Jean-Éric Vergne qui débute au volant de la Toro Rosso,,.
Buemi s'installe en tête du classement en 2 min 03 s 182 mais son temps est battu dans les derniers instants de la séance par Adrian Sutil en 2 min 03 s 141 puis par Sebastian Vettel (2 min 02 s 852) et finalement par Michael Schumacher en 2 min 02 s 784,.
- Jean-Éric Vergne, pilote essayeur chez Toro Rosso, a remplacé Jaime Alguersuari lors de cette séance d'essais.
- Karun Chandhok, pilote essayeur chez Team Lotus, a remplacé Jarno Trulli lors de cette séance d'essais.
- Narain Karthikeyan, pilote essayeur chez HRT, a remplacé Vitantonio Liuzzi lors de cette séance d'essais.

### Vendredi après-midi, séance de 14 h
| Pos. | Pilote            | Voiture            | Chrono         | Écart     |
| ---- | ----------------- | ------------------ | -------------- | --------- |
| 1    | Lewis Hamilton    | McLaren-Mercedes   | 1 min 50 s 828 |           |
| 2    | Jenson Button     | McLaren-Mercedes   | 1 min 50 s 932 | + 0 s 104 |
| 3    | Sebastian Vettel  | Red Bull-Renault   | 1 min 52 s 646 | + 0 s 818 |
| 4    | Fernando Alonso   | Ferrari            | 1 min 52 s 774 | + 1 s 946 |
| 5    | Mark Webber       | Red Bull-Renault   | 1 min 53 s 049 | + 2 s 221 |
| 6    | Jaime Alguersuari | Toro Rosso-Ferrari | 1 min 53 s 402 | + 2 s 574 |

Il pleut légèrement et la piste est encore mouillée quand les pilotes, chaussés en pneus pluie ou intermédiaires, s'élancent pour la deuxième séance d'essais libres du Grand Prix de Corée. Sebastian Vettel signe le premier temps de référence en 1 min 56 s 604,,.
Le temps de Vettel est ensuite amélioré par Sébastien Buemi (1 min 55 s 305) et Jenson Button (1 min 54 s 447). Vettel reprend la tête en 1 min 54 s 340 mais est à nouveau battu par Buemi (1 min 54 s 063) et Button (1 min 52 s 664).
Lewis Hamilton tourne alors en 1 min 52 s 659 puis laisse la tête à son coéquipier Button (1 min 51 s 798 puis 1 min 51 s 334) avant de reprendre son bien en deux temps (1 min 51 s 189 et 1 min 50 s 828). À une demi-heure du drapeau à damier, la trajectoire n'est toujours pas assez sèche pour chausser des pneus tendres mais Jaime Alguersuari s'élance avec des pneus slicks. Nico Rosberg déboule alors que l'Espagnol entre en piste : les deux monoplaces s'accrochent, Rosberg abandonne et Alguersuari rentre au stand faire réparer sa monoplace,,.
D'autres pilotes essaient de chausser leurs pneus slicks dans les dernières minutes de la séance, sans succès. Lewis Hamilton signe donc le meilleur temps de la journée devant Button, Vettel, Alonso et Webber,,.

### Samedi matin, séance de 11 h
| Pos. | Pilote             | Voiture          | Chrono         | Écart     |
| ---- | ------------------ | ---------------- | -------------- | --------- |
| 1    | Jenson Button      | McLaren-Mercedes | 1 min 36 s 910 |           |
| 2    | Lewis Hamilton     | McLaren-Mercedes | 1 min 37 s 199 | + 0 s 289 |
| 3    | Mark Webber        | Red Bull-Renault | 1 min 37 s 723 | + 0 s 813 |
| 4    | Fernando Alonso    | Ferrari          | 1 min 38 s 029 | + 1 s 119 |
| 5    | Felipe Massa       | Ferrari          | 1 min 38 s 434 | + 1 s 524 |
| 6    | Michael Schumacher | Mercedes         | 1 min 39 s 559 | + 2 s 649 |

Il ne pleut pas et la piste est sèche au départ de la dernière séance d'essais libres. La température ambiante est de 22 °C et la piste est à 28 °C. Les pilotes s'élancent très vite en piste et Nico Rosberg s'installe en tête du classement en 1 min 41 s 389. Ce temps est battu par Mark Webber (1 min 40 s 754), Michael Schumacher (1 min 40 s 471), à nouveau Webber (1 min 40 s 271) puis Sebastian Vettel (1 min 39 s 799),,.
Bruno Senna part alors à la faute et touche légèrement le muret avec son aileron avant : il peut revenir dans son stand effectuer les réparations de sa monoplace. Quelques minutes plus tard, Lewis Hamilton prend la tête du classement en 1 min 38 s 210. Alors qu'il reste quarante minutes dans cette séance, les premiers pneus tendres font leur apparition en piste sur les Mercedes et les Toro Rosso,,.
Lewis Hamilton, toujours en gommes dures, tourne alors en 1 min 38 s 020 mais est battu par son coéquipier Jenson Button, lui aussi encore en pneus durs (1 min 38 s 005). Button disponse d'un nouveau châssis car les mécaniciens ont découvert des dégâts sur la coque et décidé de ne prendre aucun risque. Hamilton a finalement le dernier mot, encore en pneus durs, en tournant en 1 min 37 s 595. Les pilotes Mclaren chaussent alors leurs pneus tendres et Hamilton améliore en 1 min 37 s 199 avant d'être battu par son coéquipier en 1 min 36 s 910,,.

## Séance de qualifications

### Résultats des qualifications

#### Session Q1

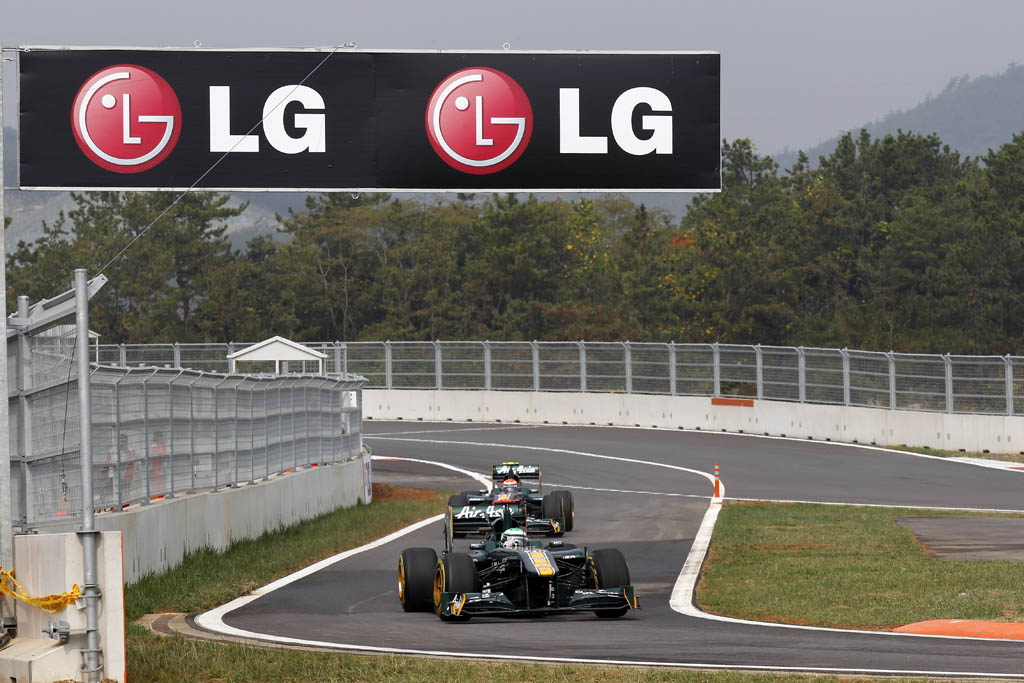
Les deux Lotus T128 sur le circuit de Yeongam.

La température ambiante est de 22 °C et celle de la piste de 28 °C au début de la séance de qualification du Grand Prix de Corée. Les premiers pilotes s'élancent immédiatement en piste et Vitaly Petrov prend la tête en 1 min 39 s 406 devant son coéquipier Bruno Senna. Ce temps est rapidement battu à deux reprises par Lewis Hamilton (1 min 38 s 278 puis 1 min 37 s 525) et personne ne parvient à améliorer ensuite. les pilotes Red Bull Racing sont les seuls parmi les écuries de pointe à faire quelques tours en pneus tendres avant de rentrer à leur stand,.
Les sept pilotes éliminés sont Vitantonio Liuzzi, Daniel Ricciardo, Jérôme d'Ambrosio, Timo Glock, Jarno Trulli, Heikki Kovalainen et Rubens Barrichello,.

#### Session Q2
Les dix-sept pilotes engagés dans cette session chaussent tous des pneus tendres pour augmenter leurs chances de figurer parmi les dix premiers. Lewis Hamilton s'installe rapidement en tête du classement en 1 min 36 s 526 et ne sera pas délogé. Il devance les deux pilotes Red Bull, son coéquipier Jenson Button, Fernando Alonso et Nico Rosberg,.
En fin de séance, les six pilotes en tête choisissent de rester dans leur stand. Michael Schumacher, malgré sa neuvième position, tente aussi le pari et ne peut résister à l'amélioration des temps en fin de séance. Il est ainsi éliminé, de même que les pilotes Sauber Sergio Pérez et Kamui Kobayashi, les pilotes Toro Rosso Sébastien Buemi et Jaime Alguersuari puis Pastor Maldonado et Bruno Senna,.

#### Session Q3
Les pilotes s'élancent en piste dès son ouverture, sauf les deux Force India qui veulent économiser un train de pneus tendres pour la course. Lewis Hamilton s'installe immédiatement en tête du classement en 1 min 36 s 130 et devance Sebastian Vettel (1 min 36 s 160), Mark Webber (1 min 36 s 468) et Jenson Button (1 min 36 s 566),,.
Nico Rosberg reste alors dans son stand et ne tente pas de boucler un second tour lancé. Paul di Resta sort enfin du sien mais ne réalise qu'un tour d'installation avant de rentrer tandis que Sutil ne tourne pas du tout. Les sept autres pilotes se relancent pour une deuxième tentative ; Hamilton améliore son temps en 1 min 35 s 820 et signe la pole position, sa première de la saison et la première d'un pilote autre que Red Bull. Vettel termine à la deuxième place devant Button, Webber, Felipe Massa et Fernando Alonso,,.

### Grille de départ
| Pos.                                                                                      | Pilote                  | Écurie               | Qualifications 1 | Qualifications 2 | Qualifications 3 |
| ----------------------------------------------------------------------------------------- | ----------------------- | -------------------- | ---------------- | ---------------- | ---------------- |
| 1                                                                                         | Lewis Hamilton SREC     | McLaren-Mercedes     | 1 min 37 s 525   | 1 min 36 s 526   | 1 min 35 s 820   |
| 2                                                                                         | Sebastian Vettel SREC   | Red Bull-Renault     | 1 min 39 s 093   | 1 min 37 s 285   | 1 min 36 s 042   |
| 3                                                                                         | Jenson Button SREC      | McLaren-Mercedes     | 1 min 37 s 929   | 1 min 37 s 302   | 1 min 36 s 126   |
| 4                                                                                         | Mark Webber SREC        | Red Bull-Renault     | 1 min 39 s 071   | 1 min 37 s 292   | 1 min 36 s 468   |
| 5                                                                                         | Felipe Massa SREC       | Ferrari              | 1 min 38 s 670   | 1 min 37 s 313   | 1 min 36 s 831   |
| 6                                                                                         | Fernando Alonso SREC    | Ferrari              | 1 min 38 s 393   | 1 min 37 s 352   | 1 min 36 s 980   |
| 7                                                                                         | Nico Rosberg SREC       | Mercedes             | 1 min 38 s 426   | 1 min 37 s 892   | 1 min 37 s 754   |
| 8                                                                                         | Vitaly Petrov SREC      | Renault              | 1 min 38 s 378   | 1 min 38 s 186   | 1 min 38 s 124   |
| 9                                                                                         | Paul di Resta SREC      | Force India-Mercedes | 1 min 38 s 549   | 1 min 38 s 254   | Pas de temps     |
| 10                                                                                        | Adrian Sutil SREC       | Force India-Mercedes | 1 min 38 s 789   | 1 min 38 s 219   | Pas de temps     |
| 11                                                                                        | Jaime Alguersuari SREC  | Toro Rosso-Ferrari   | 1 min 39 s 392   | 1 min 38 s 315   |                  |
| 12                                                                                        | Michael Schumacher SREC | Mercedes             | 1 min 38 s 502   | 1 min 38 s 354   |                  |
| 13                                                                                        | Sébastien Buemi SREC    | Toro Rosso-Ferrari   | 1 min 39 s 352   | 1 min 38 s 508   |                  |
| 14                                                                                        | Kamui Kobayashi SREC    | Sauber-Ferrari       | 1 min 39 s 464   | 1 min 38 s 775   |                  |
| 15                                                                                        | Bruno Senna SREC        | Renault              | 1 min 39 s 316   | 1 min 38 s 791   |                  |
| 16                                                                                        | Pastor Maldonado SREC   | Williams-Cosworth    | 1 min 39 s 436   | 1 min 39 s 189   |                  |
| 17                                                                                        | Sergio Pérez SREC       | Sauber-Ferrari       | 1 min 39 s 097   | 1 min 39 s 443   |                  |
| 18                                                                                        | Rubens Barrichello SREC | Williams-Cosworth    | 1 min 39 s 538   |                  |                  |
| 19                                                                                        | Heikki Kovalainen       | Team Lotus-Renault   | 1 min 40 s 522   |                  |                  |
| 20                                                                                        | Jarno Trulli            | Team Lotus-Renault   | 1 min 41 s 101   |                  |                  |
| 21                                                                                        | Timo Glock              | Virgin-Cosworth      | 1 min 42 s 091   |                  |                  |
| 22                                                                                        | Jérôme d'Ambrosio       | Virgin-Cosworth      | 1 min 43 s 483   |                  |                  |
| 23                                                                                        | Vitantonio Liuzzi       | HRT-Cosworth         | 1 min 43 s 758   |                  |                  |
| Temps minimal à réaliser pour la qualification : 1 min 44 s 351 (107 % de 1 min 37 s 525) |                         |                      |                  |                  |                  |
| 24                                                                                        | Daniel Ricciardo        | HRT-Cosworth         | Pas de temps     |                  |                  |

## Course

### Déroulement de l'épreuve
Martin Donnelly, qui a disputé treize Grands Prix de Formule 1 entre 1989 et 1990 pour le compte d'Arrows et Team Lotus avant de voir sa carrière brutalement interrompue par un accident en essais à Jerez, a été nommé conseiller par la FIA pour aider dans leur jugement les commissaires de course lors de ce Grand Prix.
S'il pleut légèrement à certains endroits du circuit au départ du Grand Prix de Corée, les pilotes sont tous chaussés en pneus pour piste sèche. Adrian Sutil est le seul parmi les dix premiers à avoir choisi les gommes dures : il a pu choisir ses pneumatiques car il n'a pas roulé lors de la phase Q3 des qualifications. À l'extinction des feux, Lewis Hamilton, en pole position prend un bon départ et s'engouffre en tête dans le premier virage mais Sebastian Vettel l'attaque et le dépasse quelques virages plus loin. Jenson Button doit freiner excessivement pour ne pas risquer un accrochage avec les deux pilotes de tête et se fait déborder par Mark Webber, Felipe Massa et Fernando Alonso,.
Au premier passage, Vettel devance Hamilton, Webber, Massa, Alonso, Button, Nico Rosberg, Vitaly Petrov, Paul di Resta, Michael Schumacher, Adrian Sutil et Jaime Alguersuari. Vettel creuse immédiatement un écart supérieur à une seconde pour se mettre à l'abri de l'activation de son aileron arrière mobile par Lewis Hamilton. Au sixième passage sur la ligne, Hamilton est relégué à 2 secondes, Webber à 5 s, Massa à 6 s, Alonso à 7 s, Button à 8 s. Kamui Kobayashi et Rubens Barrichello changent les premiers leurs pneus au dixième tour, suivis par di Resta au suivant, Button, Rosberg, Bruno Senna et Heikki Kovalainen au treizième, Webber, Massa, Petrov, Schumacher, Buemi au quatorzième, Hamilton, Alonso au suivant, Vettel, Sutil, Maldonado et Sergio Pérez au seizième. Nico Rosberg ressort des stands devant Button qui perd encore une position,.
Vitaly Petrov harponne alors violemment Michael Schumacher dans le troisième virage : le Russe détruit son aileron avant et sa direction tandis que Schumacher n'a plus d'aileron arrière et roule avec un pneu crevé. Les deux pilotes abandonnent et la voiture de sécurité entre en piste pour permettre l'évacuation des nombreux débris. Jaime Alguersuari change ses pneus au dix-septième tour alors que le peloton est toujours derrière la voiture de sécurité. Vettel devance Hamilton, Webber, Button, Rosberg, Massa, Alonso, Alguersuari, di Resta, Sutil, Maldonando, Buemi, Pérez, Kobayashi, Barrichello, Senna, Kovalainen, Jarno Trulli, Timo Glock, Daniel Ricciardo, Jérôme d'Ambrosio et Vitantonio Liuzzi. La course est relancée à l'entame du vingtième tour. Jenson Button, qui est désormais quatrième à la faveur des arrêts aux stand et chaussé de pneus tendres, attaque immédiatement Webber en pneus durs, sans succès. Vettel creuse à nouveau l'écart sur Hamilton et se met immédiatement à l'abri de l'utilisation du DRS par son rival. Webber, bien qu'en pneus durs, tourne plus vite que Vettel et Hamilton en gommes tendres,,.
Rosberg rentre changer ses pneus au vingt-septième tour, Senna au trentième, di Resta et Barrichello au suivant, Hamilton, Webber au trente-troisième, Vettel, Button, Massa au trente-quatrième, Sutil au suivant, Buemi, Pérez, Trulli au trente-sixième, Alonso et Alguersuari au trente-septième. Webber attaque Hamilton sans parvenir à le dépasser tandis que Fernando Alonso dépasse son coéquipier Felipe Massa. L'Espagnol est le pilote le plus rapide en piste et a désormais Button en point de mire. Au quarante-et-unième passage, Vettel devance Hamilton de 11 secondes, Webber de 12 s, Button de 13 s, Alonso de 18 s, Massa de 21 s, Rosberg de 34 s et Alguersuari de 35 s. Au quarante-cinquième passage, Alonso est revenu à 3 secondes de Jenson Button et à 5 secondes de Mark Webber. Trois boucles plus tard, il n'y a plus que 3 secondes entre Lewis Hamilton, second, et Fernando Alonso, cinquième. Mark Webber dépasse Hamilton au quarante-neuvième tour mais Hamilton le repasse aussitôt dans la ligne droite suivante grâce à son aileron arrière ajustable,,.
Sebastian Vettel remporte peu après sa dixième victoire de la saison. Lewis Hamilton termine deuxième et Mark Webber troisième ; suivent pour les points Button, Alonso, Massa, Alguersuari, Rosberg, Buemi et di Resta,,.

### Classement de la course
| Pos. | no | Pilote                  | Écurie               | Tours | Temps/Abandon                      | Grille | Points |
| ---- | -- | ----------------------- | -------------------- | ----- | ---------------------------------- | ------ | ------ |
| 1    | 1  | Sebastian Vettel SREC   | Red Bull-Renault     | 55    | 1 h 38 min 01 s 994 (188,893 km/h) | 2      | 25     |
| 2    | 3  | Lewis Hamilton SREC     | McLaren-Mercedes     | 55    | + 12 s 019                         | 1      | 18     |
| 3    | 2  | Mark Webber SREC        | Red Bull-Renault     | 55    | + 12 s 477                         | 4      | 15     |
| 4    | 4  | Jenson Button SREC      | McLaren-Mercedes     | 55    | + 14 s 694                         | 3      | 12     |
| 5    | 5  | Fernando Alonso SREC    | Ferrari              | 55    | + 15 s 689                         | 6      | 10     |
| 6    | 6  | Felipe Massa SREC       | Ferrari              | 55    | + 25 s 133                         | 5      | 8      |
| 7    | 19 | Jaime Alguersuari SREC  | Toro Rosso-Ferrari   | 55    | + 49 s 538                         | 11     | 6      |
| 8    | 8  | Nico Rosberg SREC       | Mercedes             | 55    | + 54 s 053                         | 7      | 4      |
| 9    | 18 | Sébastien Buemi SREC    | Toro Rosso-Ferrari   | 55    | + 1 min 02 s 762                   | 13     | 2      |
| 10   | 15 | Paul di Resta SREC      | Force India-Mercedes | 55    | + 1 min 03 s 602                   | 9      | 1      |
| 11   | 14 | Adrian Sutil SREC       | Force India-Mercedes | 55    | + 1 min 11 s 229                   | 10     |        |
| 12   | 11 | Rubens Barrichello SREC | Williams-Cosworth    | 55    | + 1 min 33 s 068                   | 18     |        |
| 13   | 9  | Bruno Senna SREC        | Renault              | 54    | + 1 tour                           | 15     |        |
| 14   | 20 | Heikki Kovalainen       | Lotus-Renault        | 54    | + 1 tour                           | 19     |        |
| 15   | 16 | Kamui Kobayashi SREC    | Sauber-Ferrari       | 54    | + 1 tour                           | 14     |        |
| 16   | 17 | Sergio Pérez SREC       | Sauber-Ferrari       | 55    | + 1 tour                           | 17     |        |
| 17   | 21 | Jarno Trulli            | Lotus-Renault        | 54    | + 1 tour                           | 20     |        |
| 18   | 24 | Timo Glock              | Virgin-Cosworth      | 54    | + 1 tour                           | 21     |        |
| 19   | 22 | Daniel Ricciardo        | HRT-Cosworth         | 54    | + 1 tour                           | 24     |        |
| 20   | 25 | Jérôme d'Ambrosio       | Virgin-Cosworth      | 54    | + 1 tour                           | 20     |        |
| 21   | 23 | Vitantonio Liuzzi       | HRT-Cosworth         | 52    | + 3 tours                          | 23     |        |
| Abd. | 12 | Pastor Maldonado SREC   | Williams-Cosworth    | 30    | Moteur                             | 16     |        |
| Abd. | 10 | Vitaly Petrov SREC      | Renault              | 16    | Accident                           | 8      |        |
| Abd. | 7  | Michael Schumacher SREC | Mercedes             | 15    | Accident                           | 12     |        |

### Pole position et record du tour
Lewis Hamilton signe la dix-neuvième pole position de sa carrière, sa première sur le tracé de Yeongam et sa première de la saison. Il s'agit de la première pole position qui échappe à l'écurie Red Bull Racing depuis le début de la saison. Sebastian Vettel réalise le huitième meilleur tour en course de sa carrière, son premier sur ce circuit et son deuxième de la saison.
- Pole position :  Lewis Hamilton (McLaren-Mercedes) en 1 min 35 s 820 (210,958 km/h)[23]
- Meilleur tour en course :  Sebastian Vettel (Red Bull-Renault) en 1 min 39 s 605 (202,942 km/h) au cinquante-cinquième tour[24].

### Tours en tête
- Sebastian Vettel : 53 tours (1-34 / 37-55)[25]
- Fernando Alonso : 2 tours (35-36)

## Classements généraux à l'issue de la course
| Pos.     | Pilote             | Écurie               | Points |
| -------- | ------------------ | -------------------- | ------ |
| Champion | Sebastian Vettel   | Red Bull-Renault     | 349    |
| 2        | Jenson Button      | McLaren-Mercedes     | 222    |
| 3        | Fernando Alonso    | Ferrari              | 212    |
| 4        | Mark Webber        | Red Bull-Renault     | 209    |
| 5        | Lewis Hamilton     | McLaren-Mercedes     | 196    |
| 6        | Felipe Massa       | Ferrari              | 98     |
| 7        | Nico Rosberg       | Mercedes             | 67     |
| 8        | Michael Schumacher | Mercedes             | 60     |
| 9        | Vitaly Petrov      | Renault              | 36     |
| 10       | Nick Heidfeld      | Renault              | 34     |
| 11       | Adrian Sutil       | Force India-Mercedes | 28     |
| 12       | Kamui Kobayashi    | Sauber-Ferrari       | 27     |
| 13       | Jaime Alguersuari  | Toro Rosso-Ferrari   | 22     |
| 14       | Paul di Resta      | Force India-Mercedes | 21     |
| 15       | Sébastien Buemi    | Toro Rosso-Ferrari   | 15     |
| 16       | Sergio Pérez       | Sauber-Ferrari       | 13     |
| 17       | Rubens Barrichello | Williams-Cosworth    | 4      |
| 18       | Bruno Senna        | Renault              | 2      |
| 19       | Pastor Maldonado   | Williams-Cosworth    | 1      |

| Pos.     | Écurie               | Points |
| -------- | -------------------- | ------ |
| Champion | Red Bull-Renault     | 558    |
| 2        | McLaren-Mercedes     | 418    |
| 3        | Scuderia Ferrari     | 310    |
| 4        | Mercedes Grand Prix  | 127    |
| 5        | Renault F1 Team      | 72     |
| 6        | Force India-Mercedes | 49     |
| 7        | Sauber-Ferrari       | 40     |
| 8        | Toro Rosso-Ferrari   | 37     |
| 9        | Williams-Cosworth    | 5      |

## Statistiques
Le Grand Prix de Corée du Sud 2011 représente :
- la 19e pole position de sa carrière pour Lewis Hamilton[28] ;
- la 20e victoire de sa carrière pour Sebastian Vettel[29] ;
- la 25e victoire pour Red Bull Racing en tant que constructeur[30] ;
- la 140e victoire pour Renault en tant que motoriste[31].

Au cours de ce Grand Prix :
- l'écurie Red Bull Racing remporte son second titre consécutif de champion du monde des constructeurs[32] ;
- l'écurie McLaren Racing dispute le 700e Grand Prix de Formule 1 de son histoire[33].